# Grigorij Żełdakow
Grigorij Olegowicz Żełdakow, ros. Григорий Олегович Желдаков (ur. 11 lutego 1992 w Moskwie) – rosyjski hokeista.

## Kariera
- Spartak 2 Moskwa (2008-2009)
- MHK Spartak Moskwa (2009-2013)
- Spartak Moskwa (2009-2014)
- Jugra Chanty-Mansyjsk (2014-2016)
- Torpedo Niżny Nowogród (2016-2018)
  -  HK Sarow (2017/2018)
- Traktor Czelabińsk (2018-2019)
- Admirał Władywostok (2019-2020)
- HK Tambow (2020-2021)
- Donbas Donieck (2021)
- GKS Tychy (2021-2022)
- HK Szachcior Soligorsk (2022-)

Wychowanek klubu Ruś Moskwa. Od 2009 do marca 2014 zawodnik Spartaka Moskwa. Od maja 2014 zawodnik klubu Jugra Chanty-Mansyjsk, związany trzyletnim kontraktem. Od grudnia 2016 zawodnik Torpedo Niżny Nowogród. Pod koniec sierpnia 2018 został zawodnikiem Traktora Czelabińsk. Od grudnia 2019 związany kontraktem Admirała Władywostok. W grudniu 2020 został zawodnikiem HK Tambow. W sierpniu 2021 został zawodnikiem Donbasu Donieck. Odszedł stamtąd pod koniec września 2021. Pod koniec października 2021 został zaangażowany przez GKS Tychy. W czerwcu 2022 przeszedł do białoruskiego Szachciora Soligorsk.

## Sukcesy
Reprezentacyjne
- Srebrny medal mistrzostw świata juniorów do lat 20: 2012

Klubowe
- Srebrny medal MHL: 2013 z MHK Spartak Moskwa

Indywidualne
- KHL (2010/2011):
  - Najlepszy pierwszoroczniak miesiąca – styczeń 2011
  - Najlepszy pierwszoroczniak etapu – ćwierćfinały konferencji